# Sciurinae
Sous-famille
La sous-famille des Sciurinae représente les écureuils terrestres et arboricoles « non volants » .
Elle comprend de nombreux genres :
Selon Mammal Species of the World (version 3, 2005)  (2 juin 2016) et ITIS (2 juin 2016) :
- tribu Sciurini Fischer de Waldheim, 1817 - Écureuils arboricoles
  - genre Microsciurus J. A. Allen, 1895
  - genre Rheithrosciurus Gray, 1867
  - genre Sciurus Linnaeus, 1758
  - genre Syntheosciurus Bangs, 1902
  - genre Tamiasciurus Trouessart, 1880
- tribu Pteromyini Brandt, 1855 - Vrais écureuils volants
  - genre Aeretes G. M. Allen, 1940
  - genre Aeromys Robinson and Kloss, 1915
  - genre Belomys Thomas, 1908
  - genre Biswamoyopterus Saha, 1981
  - genre Eoglaucomys A. H. Howell, 1915
  - genre Eupetaurus Thomas, 1888
  - genre Glaucomys Thomas, 1908
  - genre Hylopetes Thomas, 1908
  - genre Iomys Thomas, 1908
  - genre Petaurillus Thomas, 1908
  - genre Petaurista Link, 1795
  - genre Petinomys Thomas, 1908
  - genre Pteromys G. Cuvier, 1800
  - genre Pteromyscus Thomas, 1908
  - genre Trogopterus Heude, 1898